# Chaflán (geometría)
En geometría, el chaflán, achaflanado, biselado o truncamiento de aristas es un operador topológico que modifica un poliedro en otro. Es similar a la expansión, separando las caras de una figura hacia afuera, pero mantiene los vértices originales. Para poliedros, esta operación agrega una nueva cara hexagonal que sustituye a cada arista original.
En la notación de poliedros de Conway se representa con la letra c. Un poliedro con e aristas tendrá una forma achaflanada que contiene 2e vértices nuevos, y 3e aristas nuevas y e caras hexagonales nuevas.

## Sólidos platónicos achaflanados o biselados
En los apartados siguientes se describen en detalle los chaflanes de los cinco sólidos platónicos. Cada uno se muestra en una versión con aristas de igual longitud y en una versión canónica donde todas las aristas tocan la misma interesfera (solo se aprecian como notablemente diferentes en el caso de los sólidos que contienen triángulos). Los poliedros conjugados que se muestran son duales a las versiones canónicas.
| Original    | {3,3} | {4,3} | {3,4} | {5,3} | {3,5} |
| Achaflanado |       |       |       |       |       |

### Tetraedro achaflanado
| Tetraedro achaflanado                     | Tetraedro achaflanado             |
| ----------------------------------------- | --------------------------------- |
| (Con todas las aristas de igual longitud) |                                   |
| Notación de Conway                        | cT                                |
| Poliedro de Goldberg                      | GPIII(2,0)= {3+,3}2,0             |
| Caras                                     | 4 triángulos 6 hexágonos          |
| Aristas                                   | 24 (2 tipos)                      |
| Vértices                                  | 16 (2 tipos)                      |
| Configuración de vértices                 | (12) 3.6.6 (4) 6.6.6              |
| Grupo de simetría                         | Tetraédrico (Td)                  |
| Poliedro conjugado                        | Triaquis tetratetraedro alternado |
| Propiedades                               | Convexo, caras equiláteras        |
| Desarrollo                                |                                   |

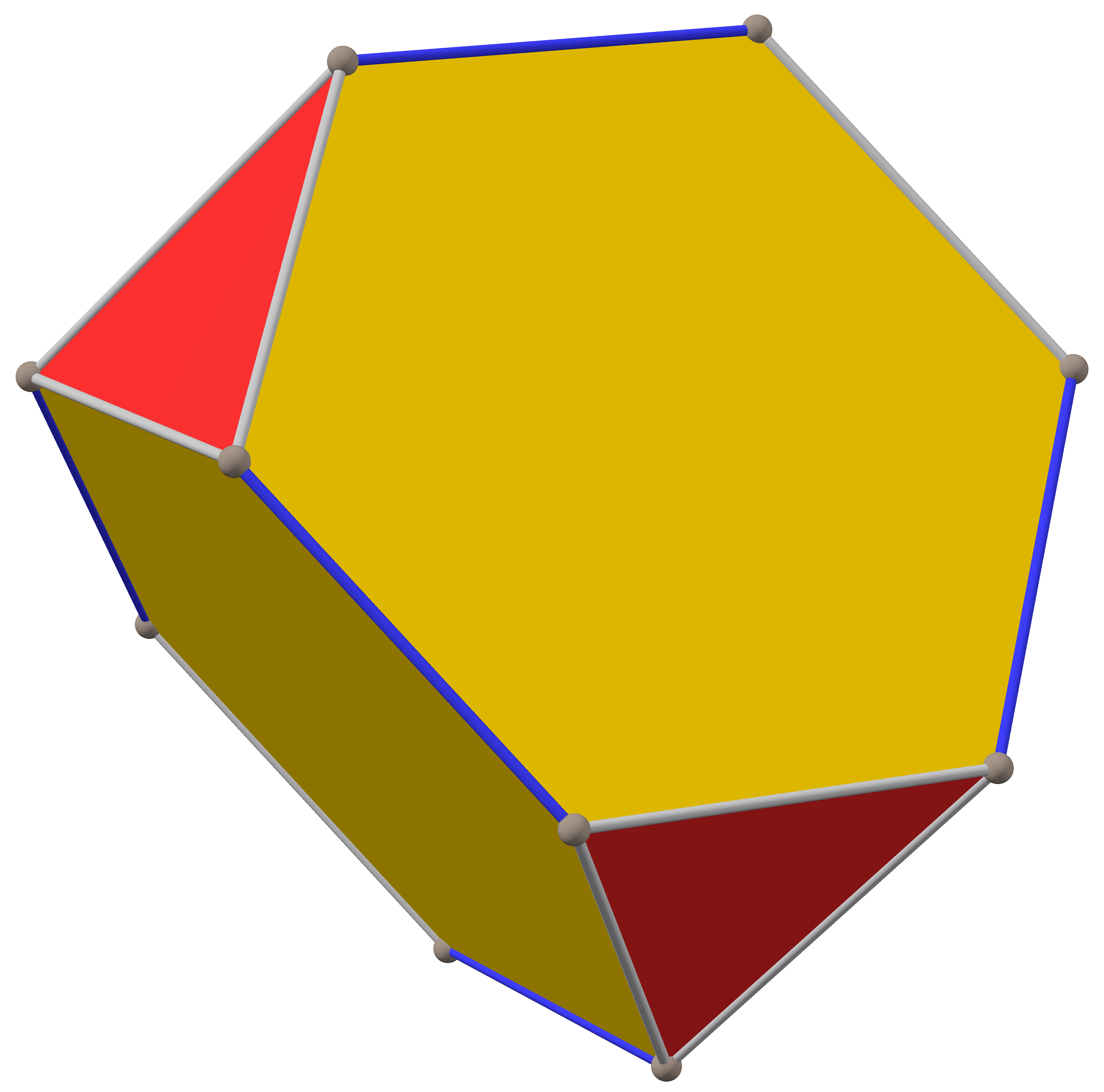
El tetraedro truncado tiene un aspecto similar, pero sus hexágonos corresponden a las 4 caras del tetraedro original, en vez de a sus 6 aristas

El tetraedro achaflanado (o cubo truncado alternado) es un poliedro convexo construido mediante una operación de alternado de un cubo truncado o como el achaflanado de un tetraedro, reemplazando sus 6 aristas por hexágonos.
Es el poliedro de Goldberg GIII(2,0), que contiene caras triangulares y hexagonales.
| Tetraedro achaflanado (canónico)  | Dual del tetratetraedro | Tetraedro achaflanado (canónico)  |
| Triaquis tetratetraedro alternado | Octaedro                | Triaquis tetratetraedro alternado |

### Cubo achaflanado
| Cubo achaflanado                          | Cubo achaflanado                    |
| ----------------------------------------- | ----------------------------------- |
| (Con todas las aristas de igual longitud) |                                     |
| Notación de Conway                        | cC= t4daC                           |
| Poliedro de Goldberg                      | GPIV(2,0)= {4+,3}2,0                |
| Caras                                     | 6 cuadrados 12 hexágonos            |
| Aristas                                   | 48 (2 tipos)                        |
| Vértices                                  | 32 (2 tipos)                        |
| Configuración de vértices                 | (24) 4.6.6 (8) 6.6.6                |
| Simetría                                  | Oh, [4,3], (*432) Th, [4,3+], (3*2) |
| Poliedro conjugado                        | Tetraquis cuboctaedro               |
| Propiedades                               | Convexo, caras equiláteras          |
| Desarrollo                                |                                     |

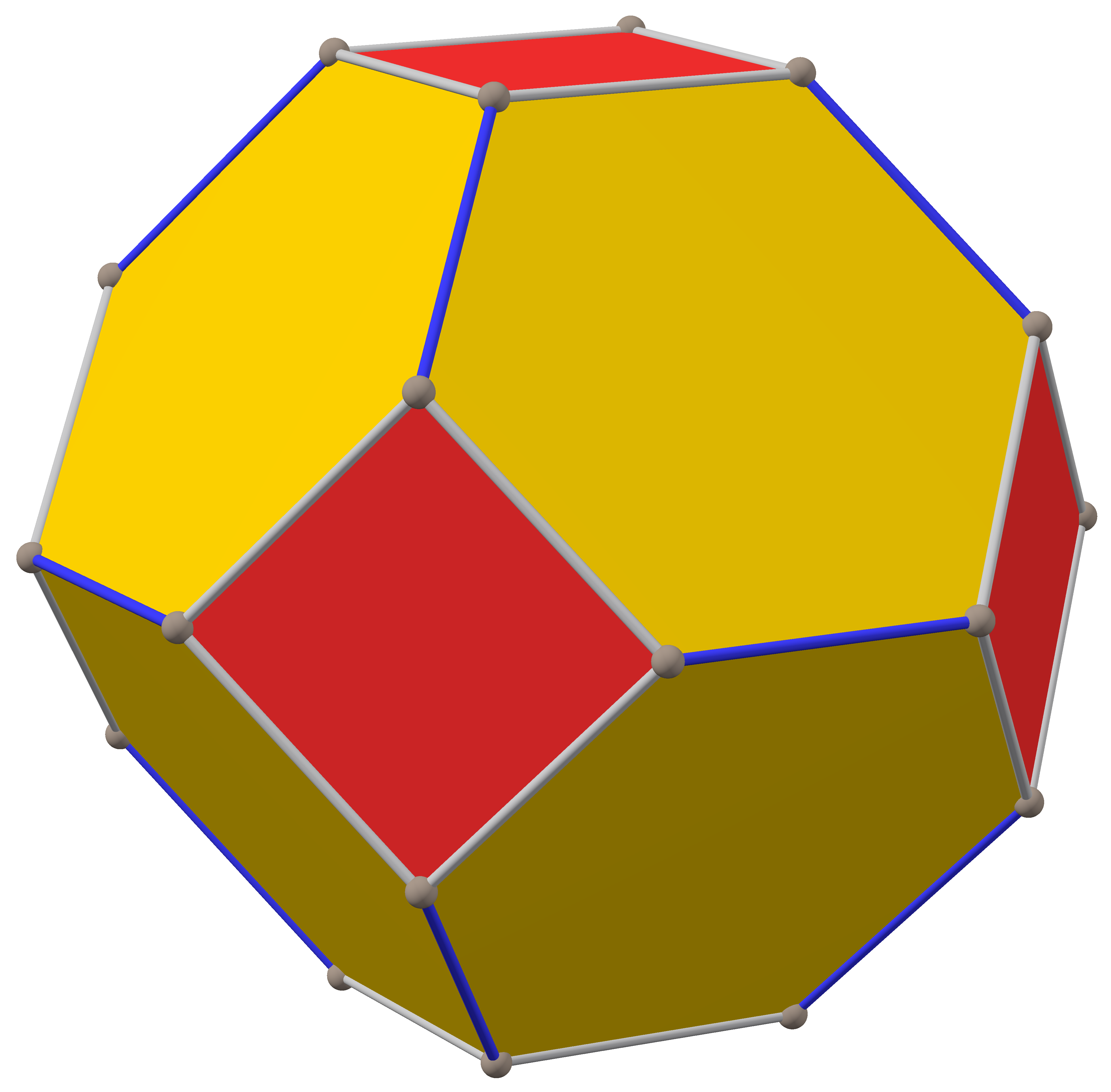
El octaedro truncado es parecido, pero sus hexágonos corresponden a los 8 vértices del cubo, en lugar de a sus 12 aristas

El cubo achaflanado es un poliedro convexo con 32 vértices, 48 aristas y 18 caras (12 hexágonos y 6 cuadrados). Se construye mediante el achaflanado de un cubo. Los cuadrados se reducen de tamaño y se añaden nuevas caras hexagonales sustituyendo a las aristas originales. Su dual es el tetraquis cuboctaedro.
También se le llama incorrectamente dodecaedro rómbico truncado, aunque ese nombre sugiere más bien un rombicuboctaedro. Se puede llamar con más precisión dodecaedro rómbico tetratruncado porque solo los vértices de orden 4 están truncados.
Las caras hexagonales son equiláteras pero no regulares. Están formadas por un rombo truncado, tienen 2 ángulos internos de unos 109,47° {\displaystyle \cos ^{-1}(-{\frac {1}{3}})} y 4 ángulos internos de unos 125,26°, mientras que un hexágono regular tendría todos los ángulos de 120°.
Como todas sus caras tienen un número par de lados con simetría de rotación de 180°, es un zonoedro. También es un poliedro de Goldberg GPIV(2,0) o {4+,3}2,0, que contiene caras cuadradas y hexagonales.
El cubo biselado es la suma de Minkowski de un dodecaedro rómbico y un cubo de lado 1 cuando ocho vértices del dodecaedro rómbico están en {\displaystyle (\pm 1,\pm 1,\pm 1)} y sus seis vértices están en las permutaciones de {\displaystyle (\pm {\sqrt {3}},0,0)}.
Se puede construir un equivalente de topológico con simetría tetraédrica y caras rectangulares achaflanando los bordes axiales de un dodecaedro. Esta configuración es frecuente en los cristales de pirita.
| Piritoedro original y con sus ejes auxiliares truncados | Modelos cristalográficos históricos |

| Cubo achaflanado (canónico) | Rombododecaedro | Octaedro achaflanado (canónico) |
| Tetraquis cuboctaedro       | Cuboctaedro     | Triaquis cuboctaedro            |

### Octaedro achaflanado
| Octaedro achaflanado                      | Octaedro achaflanado      |
| ----------------------------------------- | ------------------------- |
| (Con todas las aristas de igual longitud) |                           |
| Notación de Conway                        | cO= t3daO                 |
| Caras                                     | 8 triángulos 12 hexágonos |
| Aristas                                   | 48 (2 tipos)              |
| Vértices                                  | 30 (2 tipos)              |
| Configuración de vértices                 | (24) 3.6.6 (6) 6.6.6      |
| Simetría                                  | Oh, [4,3], (*432)         |
| Poliedro conjugado                        | Triaquis cuboctaedro      |
| Propiedades                               | Convexo                   |

En geometría, el octaedro achaflanado es un poliedro convexo que se puede construir a partir de un rombododecaedro por truncado de sus 8 vértices de orden 3.
También se le puede llamar dodecaedro rómbico tritruncado, en referencia al mencionado truncado de los vértices de orden 3 del rombododecaedro.
Los 8 vértices se truncan de manera que todas las aristas tienen la misma longitud. Las 12 caras rómbicas originales se convierten en hexágonos planos y los vértices truncados se convierten en triángulos.
Las caras hexagonales son equiláteras pero no regulares.

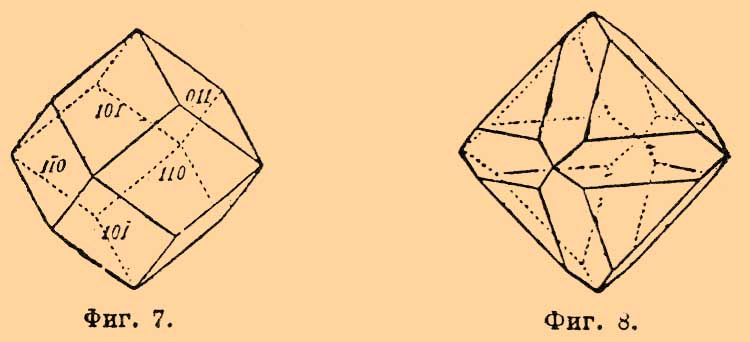
Dibujos históricos de un cuboctaedro rómbico y de un octaedro biselado

### Dodecaedro achaflanado
| Dodecaedro achaflanado                    | Dodecaedro achaflanado     |
| ----------------------------------------- | -------------------------- |
| (Con todas las aristas de igual longitud) |                            |
| Notación de Conway                        | cD]= t5daD= dk5aD          |
| Goldberg polyhedron                       | GV(2,0)= {5+,3}2,0         |
| Fullereno                                 | C80                        |
| Caras                                     | 12 pentágonos 30 hexágonos |
| Aristas                                   | 120 (2 tipos)              |
| Vértices                                  | 80 (2 tipos)               |
| Configuración de vértices                 | (60) 5.6.6 (20) 6.6.6      |
| Grupo de simetría                         | Icosaédrica (Ih)           |
| Poliedro conjugado                        | Pentaquis icosidodecaedro  |
| Propiedades                               | Convexo, caras equiláteras |

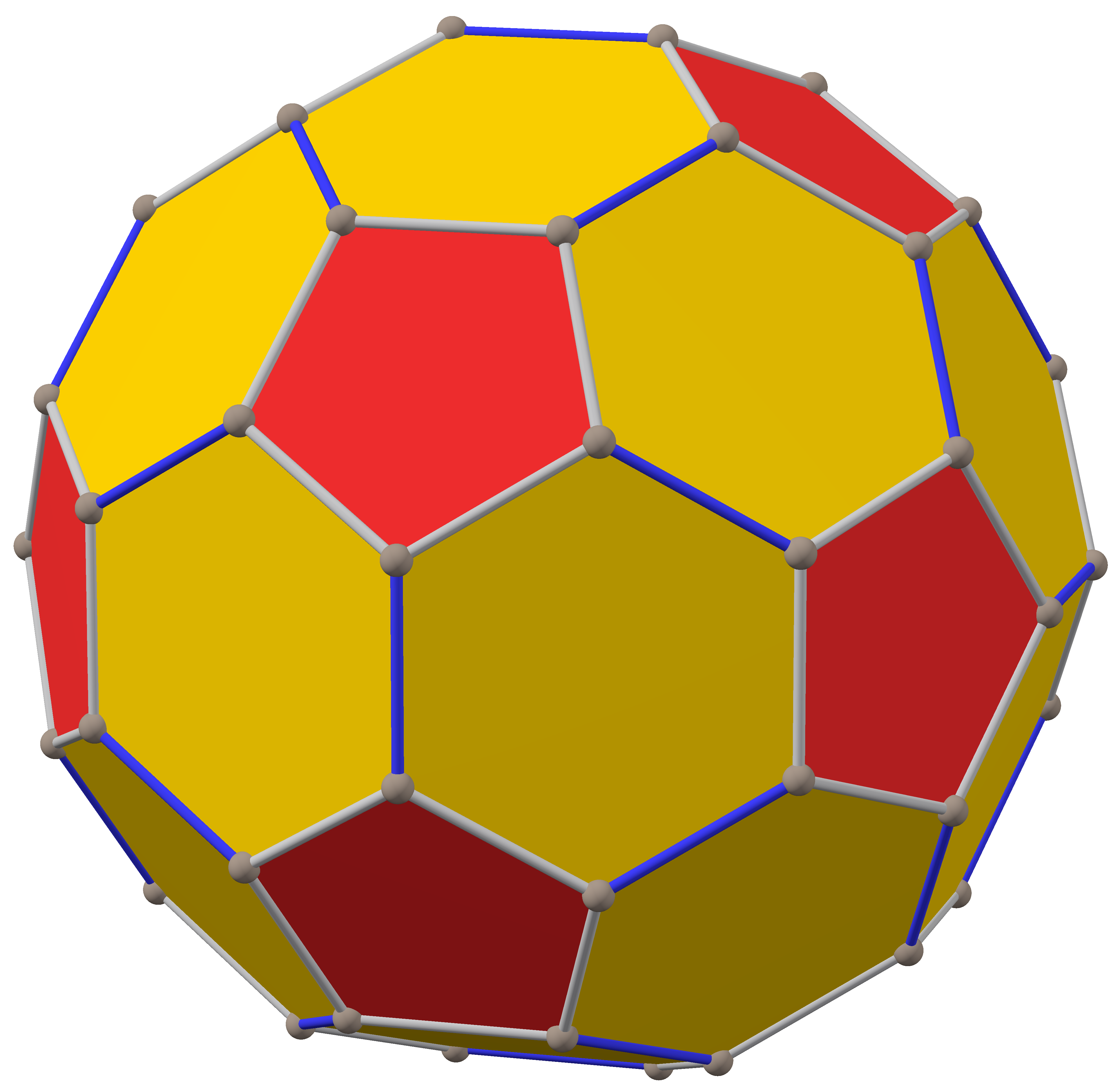
El icosaedro truncado tiene un aspecto similar, pero sus hexágonos corresponden a los 20 vértices del dodecaedro, en lugar de a sus 30 aristas

El dodecaedro achaflanado es un poliedro convexo con 80 vértices, 120 aristas y 42 caras: 30 hexágonos y 12 pentágonos. Se construye como un achaflanado de un dodecaedro regular. Los pentágonos se reducen de tamaño y se añaden nuevas caras hexagonales en lugar de todas las aristas originales. Su dual es el pentaquis icosidodecaedro.
También se le llama incorrectamente triacontaedro rómbico truncado, aunque ese nombre sugiere más bien un rombicosidodecaedro. Se puede llamar con más precisión un triacontaedro rómbico pentatruncado porque solo los vértices de orden 5 están truncados.
| Dodecaedro achaflanado (canónico) | Triacontaedro rómbico | Icosaedro achaflanado (canónico) |
| Pentaquis icosidodecaedro         | Icosidodecaedro       | Triaquis icosidodecaedro         |

### Icosaedro achaflanado
| Icosaedro achaflanado                     | Icosaedro achaflanado      |
| ----------------------------------------- | -------------------------- |
| (Con todas las aristas de igual longitud) |                            |
| Notación de Conway                        | cI= t3daI                  |
| Caras                                     | 20 triángulos 30 hexágonos |
| Aristas                                   | 120 (2 tipos)              |
| Vértices                                  | 72 (2 tipos)               |
| Configuración de vértices                 | (24) 3.6.6 (12) 6.6.6      |
| Simetría                                  | Ih, [5,3], (*532)          |
| Poliedro conjugado                        | Triaquis icosidodecaedro   |
| Propiedades                               | Convexo                    |

En geometría, el icosaedro achaflanado es un poliedro convexo construido a partir del triacontaedro rómbico por truncado de los 20 vértices de orden 3. Las caras hexagonales pueden ser equiláteras pero no regulares.
También se le puede llamar triacontaedro rómbico tritruncado, en referencia a un truncamiento de los vértices de orden 3 del triacontaedro rómbico.

## Teselados regulares achaflanados
| Teselado cuadrado, Q {4,4} | Teselado triangular, Δ {3,6} | Teselado hexagonal, H {6,3} | Teselado rómbico, daH dr{6,3} |
|                            |                              |                             |                               |
| cQ                         | cΔ                           | cH                          | cdaH                          |

## Relación con los poliedros de Goldberg
La operación de achaflanado aplicada en serie crea poliedros progresivamente más grandes con nuevas caras hexagonales que reemplazan las aristas de la figura original. El operador de achaflanado transforma GP(m,n) en GP(2m,2n).
Un poliedro regular, GP(1,0), crea una secuencia de poliedros de Goldberg: GP(1,0), GP(2,0), GP(4,0), GP(8,0), GP(16,0) ...
|             | GP(1,0) | GP(2,0) | GP(4,0) | GP(8,0) | GP(16,0)... |
| ----------- | ------- | ------- | ------- | ------- | ----------- |
| GPIV {4+,3} | C       | cC      | ccC     | cccC    |             |
| GPV {5+,3}  | D       | cD      | ccD     | cccD    | ccccD       |
| GPVI {6+,3} | H       | cH      | ccH     | cccH    | ccccH       |

El octaedro truncado o el icosaedro truncado, GP(1,1) crean una secuencia de Goldberg: GP(1,1), GP(2,2), GP(4,4), GP(8,8)....
|             | GP(1,1) | GP(2,2) | GP(4,4)... |
| ----------- | ------- | ------- | ---------- |
| GPIV {4+,3} | tO      | ctO     | cctO       |
| GPV {5+,3}  | tI      | ctI     | cctI       |
| GPVI {6+,3} | tH      | ctH     | cctH       |

Un tetraquishexaedro o un pentaquisdodecaedro truncados, GP(3,0), crean una secuencia de Goldberg: GP(3,0), GP(6,0), GP(12,0)...
|             | GP(3,0) | GP(6,0) | GP(12,0)... |
| ----------- | ------- | ------- | ----------- |
| GPIV {4+,3} | tkC     | ctkC    | cctkC       |
| GPV {5+,3}  | tkD     | ctkD    | cctkD       |
| GPVI {6+,3} | tkH     | ctkH    | cctkH       |

## Politopos biselados y panales
Al igual que la operación de expansión, el achaflanado se puede aplicar a cualquier dimensión. Para polígonos, triplica el número de vértices. Para policoros, se crean nuevas celdas alrededor de los bordes originales. Las celdas son prismas que contienen dos copias de la cara original, con pirámides aumentadas en los lados del prisma.